# دالشنک
دالشنک (به لهستانی:  Daleszynek) یک منطقهٔ مسکونی در لهستان است که در گمینا کویلچ واقع شده‌است.